# Bardou Job
'Bardou Job' est un cultivar de rosier obtenu en France en 1882 par Gilbert Nabonnand et introduit au commerce en 1887. Il doit son nom à l'industriel Pierre Bardou (1826-1892), du papier à cigarette JOB. Il est issu de 'Gloire des Rosomanes'.

## Description
Ce petit rosier grimpant au port érigé peut atteindre 200 cm de hauteur sous climat doux; mais il est le plus souvent conduit en buisson. Son feuillage est vert foncé et ses rameaux sont peu épineux. Il présente des boutons pointus et des fleurs d'un rouge écarlate au revers plus foncé, s'ouvrant sur des étamines dorées. Elles sont plutôt grandes, semi-doubles (9-16 pétales) et fleurissent en petits bouquets. La floraison est remontante.
Sa zone de rusticité est 5b à 10b. Ce cultivar est donc adapté à une grande amplitude de climat, supportant le froid à -20° voire en dessous, jusqu'au climat méditerranéen.
Ce cultivar est encore commercialisé par quelques catalogues européens pour amateurs de roses historiques, notamment en France, en Italie et en Allemagne. Aux États-Unis, il est présenté de façon erronée sous ce nom, alors qu'il s'agit d'une rose beaucoup plus foncée du fameux obtenteur australien Alister Clark du nom de 'Black Boy' (1918). 'Bardou Job' est apprécié pour sa couleur franche, sa vigueur et sa résistance aux maladies du rosier.

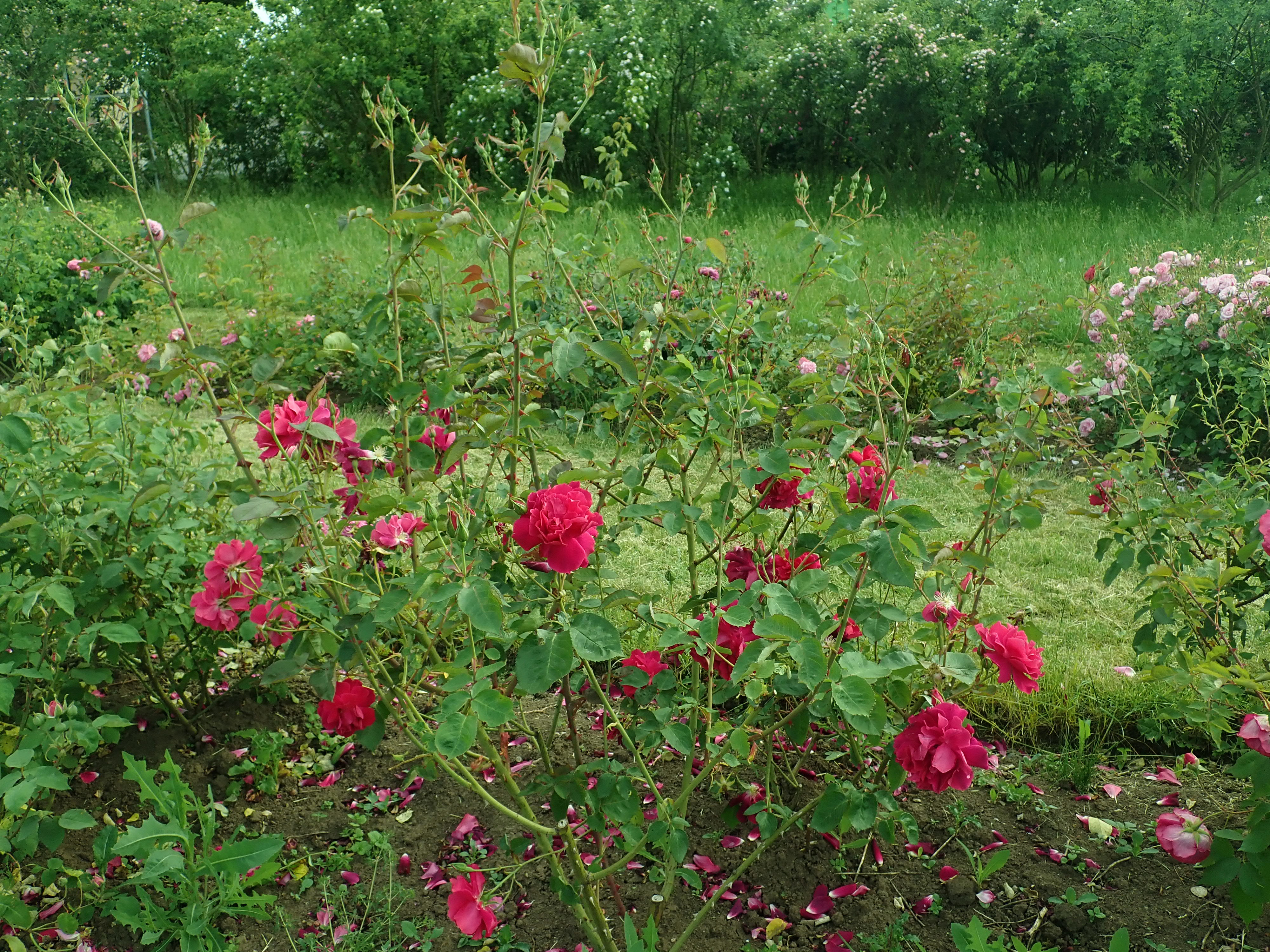
Buisson de 'Bardou Job' à Sangerhausen.

## Descendance
Par croisement avec 'Reine Marie-Henriette' (Levet, 1878), il a donné naissance au grimpant 'Noëlla Nabonnand' (Nabonnand, 1901) et par croisement avec Rosa wichuraiana, il a donné naissance à 'Lady Gay' (Michael Walsh, 1905).